# 피그미대나무박쥐
피그미대나무박쥐(Tylonycteris pygmaeus)는 애기박쥐과에 속하는 박쥐의 일종이다. 중국, 시난 지역에서 발견된다. 몸길이는 약 4cm, 몸무게 범위는 2.6~3.5g이다.